# Anxhela Peristeri
Anxhela Peristeri (* 24. März 1986 in Korça, Albanien), auch bekannt als Anxhela, ist eine albanische Sängerin. Sie hat Albanien beim Eurovision Song Contest 2021 in Rotterdam mit dem Lied Karma vertreten und den 21. Platz belegt.

## Leben und Karriere
Anxhela Peristeri wurde 1986 in Korça geboren. Nach ihrem Studium in Tirana zog sie im Alter von zwanzig Jahren nach Griechenland, wo sie unter anderem an der dortigen Version von X Factor teilnahm.
2001 nahm sie mit dem Lied Vetëm ty të kam das erste Mal am Festivali i Këngës, der wichtigsten Musikshow in Albanien, teil. Drei Jahre später veröffentlichte sie ihr erstes Album Anxhela për ju. Von 2007 bis 2014 legte sie eine künstlerische Auszeit ein. Seitdem nahm sie mehrfach am albanischen Gesangswettbewerb Kënga Magjike teil: 2016 belegte sie mit dem Lied Genjeshtar den zweiten Platz, im Jahr darauf gelang ihr der Sieg mit dem Lied E Çmendur. 2019 nahm sie erneut teil und erreichte mit Dikush i imi den dritten Platz.
Im Oktober 2020 wurde bekanntgegeben, dass Anxhela Peristeri als eine von 26 Kandidaten am Wettbewerb Festivali i Këngës teilnehmen würde. Im Finale am 23. Dezember 2020 gelang ihr mit dem Lied Karma der Sieg. Als Gewinnerin hat sie Albanien beim Eurovision Song Contest 2021 in Rotterdam vertreten. Dort ist sie im zweiten Halbfinale am 20. Mai 2021 angetreten und qualifizierte sich für das Finale am 22. Mai, wo sie den 21. Platz belegte.

## Diskografie

### Alben
- 2004: Anxhela për ju

### EPs
- 2022: N’Tiranë

### Singles
- 2001: Vetëm ty të kam
- 2004: 1001 djem
- 2004: Ishe Mbret
- 2005: Hej Ti
- 2005: Sonte dridhuni (feat. Big Man)
- 2014: Femer Mediatike
- 2014: Ai Po Iken
- 2015: Bye Bye (feat. Marcus Marchado)
- 2015: Ska Si Ne (mit Aurel, Blerina & Erik)
- 2015: Si Po Jetoj
- 2016: Llokum (feat. Gold AG & Labi)
- 2016: Genjeshtar
- 2017: Qesh (mit Aurel Thëllimi)
- 2017: I Joti
- 2017: E Çmendur
- 2018: Insanely in Love (feat. Kastriot Tusha)
- 2018: Shpirti ma di
- 2018: Pa Mua
- 2019: Muza Ime (mit Mateus Frroku)
- 2019: Maraz
- 2019: Shpirt i Bukur
- 2019: Dikush i imi
- 2020: Ata (mit Sinan Vllasaliu)
- 2020: Dashni
- 2020: Lujta
- 2020: Karma
- 2021: Nuk më doje
- 2021: Puthje (mit Sinan Hoxha)
- 2022: n'Tirane
- 2022: Adrenalina
- 2022: Kalimtar